# Atalanta Società Bergamasca di Ginnastica e Sports Atletici 1914-1915
Questa pagina raccoglie i dati riguardanti l'Atalanta Società Bergamasca di Ginnastica e Sports Atletici nelle competizioni ufficiali della stagione 1914-1915.

## Stagione
La buona prestazione offerta nella "prova di ammissione" al cospetto della titolata Inter, e la disponibilità di un buon impianto come quello in via Maglio del Lotto, offrono all'Atalanta la possibilità di partire dalla Promozione, l'allora secondo livello del campionato italiano di calcio.
I bianconeri partono male (sconfitta 2-1 con l'Enotria) ma crescono strada facendo, arrivando secondi nel loro girone (dietro al Pavia).
Si qualificano così per le finali, dove la partita con il Saronno (vinta 2-0) si registra il pubblico record di mille spettatori.
Tuttavia lo scoppio della prima guerra mondiale impedisce la conclusione del campionato.

## Organigramma societario
Area direttiva
- Presidente: Piero Carminati
- Vicepresidente: ?
- Amministr. delegato: ?
- Segretario: Giacomo?

Area tecnica
- Commissione tecnica: Enrico Amadeo, Mario Gelmi, Gino Bottazzi

Area sanitaria
- Medico sociale: ?
- Massaggiatore: ?

## Rosa
| N. |                   | Ruolo | Calciatore                  |
| -- | ----------------- | ----- | --------------------------- |
|    | Italia (bandiera) | P     | Delmo Covezzi               |
|    | Italia (bandiera) | P     | Stefano Francesco Balzarini |
|    | Italia (bandiera) | P     | Leonardi                    |
|    | Italia (bandiera) | D     | Daniele De Leidi            |
|    | Italia (bandiera) | D     | Procolo Pianetti            |
|    | Italia (bandiera) | D     | Ottolini                    |
|    | Italia (bandiera) | C     | Italo Frosio                |
|    | Italia (bandiera) | C     | Mario Guaitani              |
|    | Italia (bandiera) | C     | Aldo Enrico Lazzaroni       |
|    | Italia (bandiera) | C     | Alberto Benzoni             |

| N. |                   | Ruolo | Calciatore       |
| -- | ----------------- | ----- | ---------------- |
|    | Italia (bandiera) | C     | Piazza           |
|    | Italia (bandiera) | C     | Albisetti        |
|    | Italia (bandiera) | C     | Conforti         |
|    | Italia (bandiera) | C     | Restelli         |
|    | Italia (bandiera) | C     | Vassallo         |
|    | Italia (bandiera) | C     | Figliodoni       |
|    | Italia (bandiera) | A     | Piero Martines   |
|    | Italia (bandiera) | A     | Enrico Tirabassi |
|    | Italia (bandiera) | A     | Bernasconi       |
|    | Italia (bandiera) | A     | Bertolini        |

## Risultati

### Promozione

#### Girone B (andata)
| Arbitro: | Carrer (Milano) |

|    |           |    |
| ?? | Marcatori | ?? |

| Arbitro: | Trinchieri (Milano) |

|  |           |    |
|  | Marcatori | ?? |

| Arbitro: | Pasini (Milano) |

|                                    |           |  |
| Cabrini 51’ Gonzaga 52’ Crespi 67’ | Marcatori |  |

| Arbitro: | Crivelli (Milano) |

|                  |           |    |
| Lazzaroni ?’ 55’ | Marcatori | ?? |

| Arbitro: | Quirci (Milano) |

|    |           |                          |
| ?? | Marcatori | ?’ Conforti 50’ Vassallo |

#### Girone B (ritorno)
| Arbitro: | Quirci (Milano) |

|    |           |  |
| ?? | Marcatori |  |

| Arbitro: | Orlandini (Milano) |

|  |           |    |
|  | Marcatori | ?? |

| Arbitro: | Ferradini (Milano) |

|    |           |    |
| ?? | Marcatori | ?? |

| Pavia 14 marzo 1915, ore ? 9ª giornata | Pavia          | 0 – 0 | Atalanta | Stadio Sportivo\| Arbitro: \| Mauro (Milano) \| |
| Arbitro:                               | Mauro (Milano) |       |          |                                                 |

| Arbitro: | Capilupi (Milano) |

|    |           |  |
| ?? | Marcatori |  |

#### Girone Finale (andata)
| Arbitro: | Tradico (Milano) |

|                                  |           |  |
| Giussani 10’ De Leidi 55’ (aut.) | Marcatori |  |

| Arbitro: | Tradico (Milano) |

|                         |           |  |
| Lazzaroni 4’ Zanchi 40’ | Marcatori |  |

| Gorla 11 aprile 1915, ore ? 3ª giornata | Pro Gorla Ausonia | 0 – 0 | Atalanta | Gorla Maggiore\| Arbitro: \| Agostini (Milano) \| |
| Arbitro:                                | Agostini (Milano) |       |          |                                                   |

| Arbitro: | Grossi (Milano) |

|                |           |                 |
| Bernasconi 75’ | Marcatori | 5’, 30’ Bianchi |

| Arbitro: | Tradico (Milano) |

|                |           |  |
| Figliodoni 85’ | Marcatori |  |

#### Girone di ritorno
| Arbitro: | Agostini (Milano) |

|               |           |                            |
| Lazzaroni 75’ | Marcatori | 25’ Giussani 43’ Garimoldi |

| Arbitro: | Panzeri (Milano) |

|              |           |               |
| Carugati 75’ | Marcatori | 70’ Lazzaroni |

| Arbitro: | Carugati (Milano) |

|                            |           |  |
| Lazzaroni 25’ Martines 70’ | Marcatori |  |

| Arbitro: | Cova (Varese) |

|                                                  |           |  |
| Pisoni 15’, 50’ Vigano 65’ I.Ferrini Strambi 80’ | Marcatori |  |

| Lissone 30 maggio 1915, ore ? 10ª giornata | Pro Lissone | n. – n. | Atalanta | Campo Lissone |

## Statistiche

### Statistiche di squadra
| Competizione               | Punti | In casa | In casa | In casa | In casa | In casa | In casa | In trasferta | In trasferta | In trasferta | In trasferta | In trasferta | In trasferta | Totale | Totale | Totale | Totale | Totale | Totale | DR |
| Competizione               | Punti | G       | V       | N       | P       | Gf      | Gs      | G            | V            | N            | P            | Gf           | Gs           | G      | V      | N      | P      | Gf     | Gs     | DR |
| -------------------------- | ----- | ------- | ------- | ------- | ------- | ------- | ------- | ------------ | ------------ | ------------ | ------------ | ------------ | ------------ | ------ | ------ | ------ | ------ | ------ | ------ | -- |
| Promozione - girone B      | 13    | 5       | 4       | 0       | 1       | 11      | 5       | 5            | 2            | 1            | 2            | 4            | 6            | 10     | 6      | 1      | 3      | 15     | 11     | +4 |
| Promozione - girone finale | 8     | 5       | 3       | 0       | 2       | 7       | 4       | 4            | 0            | 2            | 2            | 1            | 7            | 9      | 3      | 2      | 4      | 8      | 11     | -3 |

### Statistiche dei giocatori
| Giocatore      | Girone B | Girone B | Girone finale | Girone finale | Totale | Totale |
| Giocatore      | Pres     | Gol      | Pres          | Gol           | Pres   | Gol    |
| -------------- | -------- | -------- | ------------- | ------------- | ------ | ------ |
| Albisetti      | ?        | ?        | ?             | ?             | ?      | ?      |
| S.F. Balzarini | ?        | ?        | ?             | ?             | ?      | ?      |
| F. Brambilla   | ?        | ?        | ?             | ?             | ?      | ?      |
| A. Benzoni     | ?        | ?        | ?             | ?             | ?      | ?      |
| Bernasconi     | ?        | ?        | ?             | ?             | ?      | ?      |
| Bertolini      | ?        | ?        | ?             | ?             | ?      | ?      |
| Conforti       | ?        | ?        | ?             | ?             | ?      | ?      |
| D. Covezzi     | 12+      | -17+     | ?             | ?             | 12+    | -17+   |
| D. De Leidi    | ?        | ?        | ?             | ?             | ?      | ?      |
| Figliodoni     | ?        | ?        | ?             | ?             | ?      | ?      |
| I. Frosio      | ?        | ?        | ?             | ?             | ?      | ?      |
| M. Guaitani    | ?        | ?        | ?             | ?             | ?      | ?      |
| A.E. Lazzaroni | ?        | ?        | ?             | ?             | ?      | ?      |
| Leonardi       | ?        | ?        | ?             | ?             | ?      | ?      |
| P. Martines    | ?        | ?        | ?             | ?             | ?      | ?      |
| Ottolini       | ?        | ?        | ?             | ?             | ?      | ?      |
| P. Pianetti    | ?        | ?        | ?             | ?             | ?      | ?      |
| Piazza         | ?        | ?        | ?             | ?             | ?      | ?      |
| Restelli       | ?        | ?        | ?             | ?             | ?      | ?      |
| E. Tirabassi   | ?        | ?        | ?             | ?             | ?      | ?      |
| Vassallo       | ?        | ?        | ?             | ?             | ?      | ?      |